# Chalette-sur-Voire
Chalette-sur-Voire ist eine französische Gemeinde mit 128 Einwohnern (Stand: 1. Januar 2022) im Département Aube in der Region Grand Est (vor 2016: Champagne-Ardenne); sie gehört zum Arrondissement Bar-sur-Aube und zum Kanton Brienne-le-Château. Die Einwohner werden Chalettois genannt.

## Geographie
Chalette-sur-Voire liegt in der Landschaft Champagne sèche, rund 30 Kilometer nordöstlich von Troyes. Hier fließt der Voire in die Aube. Umgeben wird Chalette-sur-Voire von den Nachbargemeinden Aulnay im Norden, Braux im Norden und Nordosten, Bétignicourt im Osten, Lesmont im Süden, Molins-sur-Aube im Westen und Südwesten sowie Magnicourt im Westen.

## Bevölkerungsentwicklung
| Jahr                       | 1962 | 1968 | 1975 | 1982 | 1990 | 1999 | 2006 | 2018 |
| Einwohner                  | 138  | 151  | 135  | 123  | 129  | 134  | 139  | 129  |
| Quellen: Cassini und INSEE |      |      |      |      |      |      |      |      |

## Sehenswürdigkeiten
- Kirche Notre-Dame-de-l’Assomption aus dem 12. Jahrhundert mit Umbauten aus dem 16. Jahrhundert

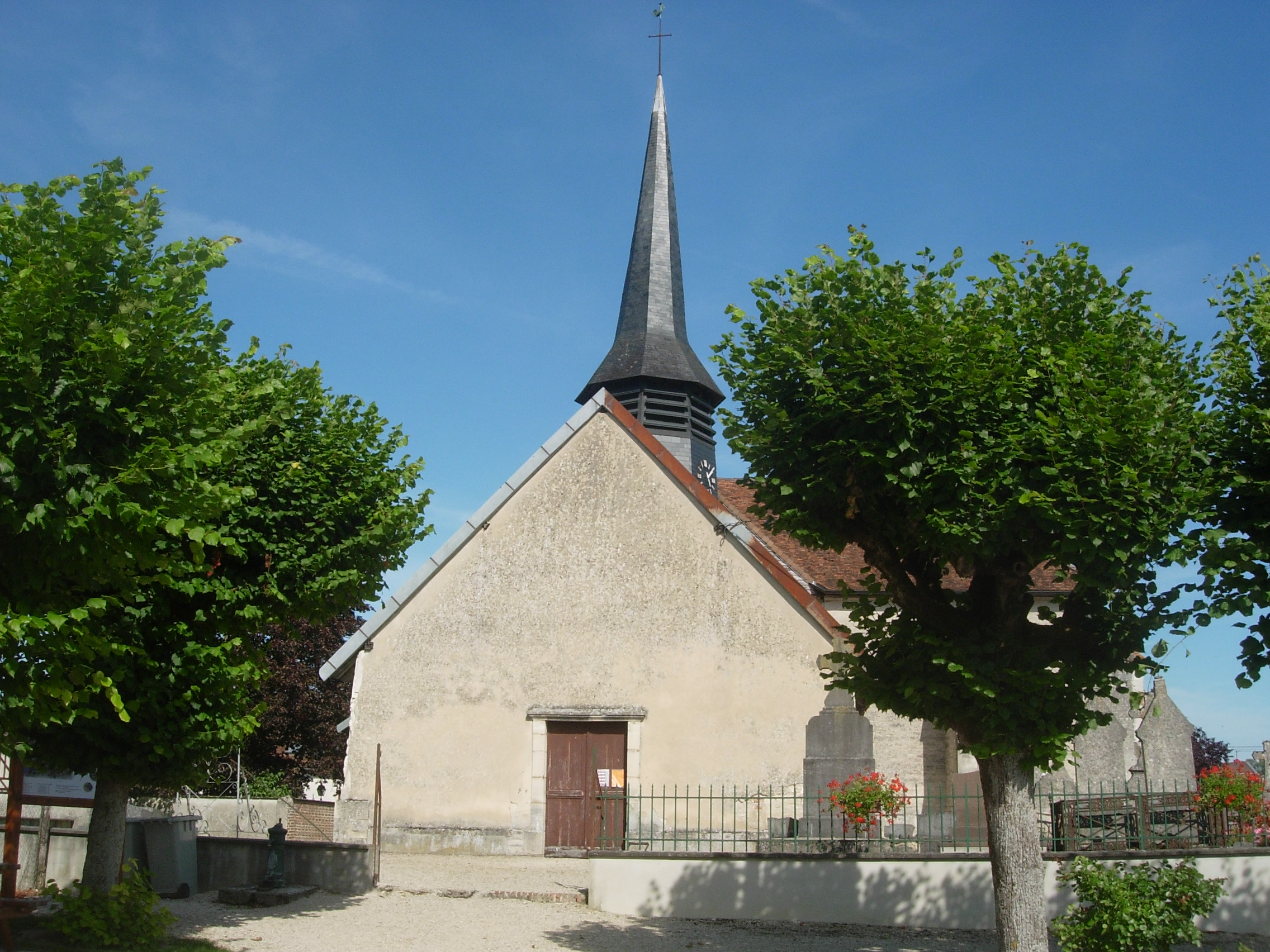
Kirche Notre-Dame-de-l’Assomption

- Mühle